# Масусіма Тацуя
Тацуя Масусіма (яп. 吉弘 充志, нар. 22 квітня 1985, Тіба) — японський футболіст, захисник клубу «ДЖЕФ Юнайтед».
Виступав, зокрема, за клуб «Касіва Рейсол», а також молодіжну збірну Японії.

## Клубна кар'єра
У дорослому футболі дебютував 2004 року виступами за команду клубу «Токіо», в якій провів три сезони, взявши участь у 25 матчах чемпіонату. 
Згодом з 2007 по 2010 рік грав у складі команд клубів «Ванфоре Кофу» та «Кіото Санга».
Своєю грою за останню команду привернув увагу представників тренерського штабу клубу «Касіва Рейсол», до складу якого приєднався 2011 року. Відіграв за команду з Касіви наступні шість сезонів своєї ігрової кар'єри. Більшість часу, проведеного у складі «Касіва Рейсол», був основним гравцем захисту команди.
Протягом 2017 років захищав на умовах оренди кольори команди клубу «Вегалта Сендай».
До складу клубу «ДЖЕФ Юнайтед» приєднався 2018 року також як орендований гравець. 

## Виступи за збірну
Протягом 2003—2005 років залучався до складу молодіжної збірної Японії.  У її складі був учасником молодіжного чемпіонату світу 2005 року. На молодіжному рівні зіграв у 12 офіційних матчах, забив 3 голи.

## Титули і досягнення
- Чемпіон Японії: 2011
- Володар Суперкубка Японії: 2012
- Володар Кубка Джей-ліги: 2004, 2013
- Володар Кубка Імператора Японії: 2012
- Володар Кубка банку Суруга: 2014